# F24 (resgodsvagn)
F24, tidigare Fo5b och F6K, är en svensk godsvagn för resgods av 1960-talstyp byggda av Kalmar Verkstads AB (KVAB) 1961 för Statens Järnvägar. Utöver resgodsutrymmet finns en personalkupé samt en sidogång för passage genom vagnen. År 2000 lades resgodshanteringen ned vilket gjorde vagnarna övertaliga varför merparten slopades, ett fåtal har dock sparats av SJ AB att användas vid särskilda evenemang. Snälltåget använder en vagn av denna typ för transport av skidor. Lastytan är 24 kvadratmeter.